# Ольбія (футбольний клуб)
Ольбія ( італ. Olbia Calcio 1905) — італійський футбольний клуб з однойменного міста, розташованого в регіоні Сардинія.

## Історія
Заснований у 1905 році як Olbia Calcio, він був розформований і повторно заснований у 2010 році як U.S. Olbia 1905 A.S.D. і в 2016 році як Olbia Calcio 1905 S.R.L.

## Нагороди
Scudetto Serie D: 1 (2001-2002)